# لورين كولينز
لورين كولينز (بالإنجليزية: Lauren Collins)‏ (و. 1986 – م) هي ممثلة، وممثلة أفلام، من كندا.

## وصلات خارجية
- لورين كولينز على موقع IMDb (الإنجليزية)
- لورين كولينز على موقع ألو سيني (الفرنسية)
- لورين كولينز على موقع أول موفي (الإنجليزية)
- لورين كولينز على موقع قاعدة بيانات الأفلام السويدية (السويدية)
- لورين كولينز على موقع إن إن دي بي (الإنجليزية)
- لورين كولينز على موقع قاعدة بيانات الفيلم (الإنجليزية)
- لورين كولينز على موقع كينوبويسك (الروسية)